# Anders von Reiser
Anders von Reiser, född 3 november 1701 i Göteborg, död 3 augusti 1782 på Själland, var titulärlandshövding och herre på Lärkesholms gods, strax utanför Åsljunga i Örkelljunga kommun.
von Reiser gick tidigt i svensk krigstjänst och var redan som 15-åring med vid Wismars blockad och sedan som fänrik i Karl XII:s norska fälttåg.
I Åsljunga bodde han från 1772, fram till sin död, Mårtensafton 1782, 80 år gammal. Lärkesholms gods var Örkelljunga sockens enda frälsegods. Anders von Reiser har än idag stor betydelse för Åsljunga, då han via sitt testamente lade grunden för "von Reiserska stiftelsen". Stiftelsen har idag en stor betydelse bland Örkelljunga kommuns unga studerande, då det varje år delas ut stipendier till duktiga och ambitiösa ungdomar som på ett eller annat sätt utmärker sig genom sina studier.